# Gáli István
Gáli (Gaáli) István (Bodroghalom, 1943. július 5. – 2020. február 20.) Európa-bajnoki bronzérmes magyar ökölvívó. 1967-ben az év ökölvívója.

## Pályafutása
1959 és 1964 között a Ferencváros, 1965 és 1969 között a Bp. Honvéd ökölvívója volt. Az FTC színeiben két bajnoki címet szerzett váltósúlyban. A Honvéd sportolójaként két egyéni bajnoki cím mellett négy csapatbajnoki címet is elért. 1966 és 1968 között a válogatott keret tagja volt. Az 1967-es, Rómában rendezett Európa-bajnokságon váltósúlyban bronzérmes lett. 1967-ben az az év ökölvívójának választották. Részt vett az 1968-as mexikóvárosi olimpián. Az olimpián tanúsított magatartása miatt (négy ökölvívótársával együtt) egyéves eltiltással sújtották.
2020. február 20-án hunyt el, 76 éves korában.

## Sikerei, díjai
- az év ökölvívója (1967)
- Európa-bajnokság
  - bronzérmes: 1967, Róma – váltósúly
- Magyar bajnokság
  - bajnok (4): 1963, 1964, 1967, 1968
  - csapatbajnok (4): 1965, 1966, 1967, 1968

## További információ
- A Legeredményesebb Magyar Ökölvívók